# Uddevalla distrikt
Uddevalla distrikt är ett distrikt i Uddevalla kommun och Västra Götalands län. 
Distriktet ligger i och omkring Uddevalla. 

## Tidigare administrativ tillhörighet
Distriktet inrättades 2016 och utgörs av en del av området som före 1971 utgjorde Uddevalla stad av vari Bäve socken införlivades 1945. 
Området motsvarar den omfattning Uddevalla församling hade 1999/2000 och fick 1974 efter utbrytning av Bäve församling som då fick en annan omfattning än den församling med det namnet som fanns till 1945.